# Zemo Nikozi
Zemo Nikozi (Georgisch:ზემო ნიქოზი, Opper-Nikozi) is een dorp in centraal-Georgië met 643 inwoners (2014), gelegen in de gemeente Gori van de regio Sjida Kartli. Het ligt aan de grens van de afscheidingsrepubliek Zuid-Ossetië, twee kilometer ten zuiden van diens feitelijke hoofdstad Tschinvali en 100 kilometer ten noordwesten van Tbilisi.

## Geschiedenis
De geschiedenis van de nederzetting gaat minimaal terug naar de 5e eeuw toen de Georgische koning Vachtang I hier een kerk liet bouwen, de Nikozi kathedraal, tevens zetel van de bisschop. De kerk is diverse keren in de geschiedenis herbouwd. Op het omheinde terrein staat een aparte klokkentoren, een klooster en het bisschoppelijk paleis. Iets ten zuiden van dit complex staat de 10e-eeuwse Aartsengel kerk. Deze gebouwen zijn allen tot nationaal cultureel erfgoed bestempeld.

## Conflict Zuid-Ossetië

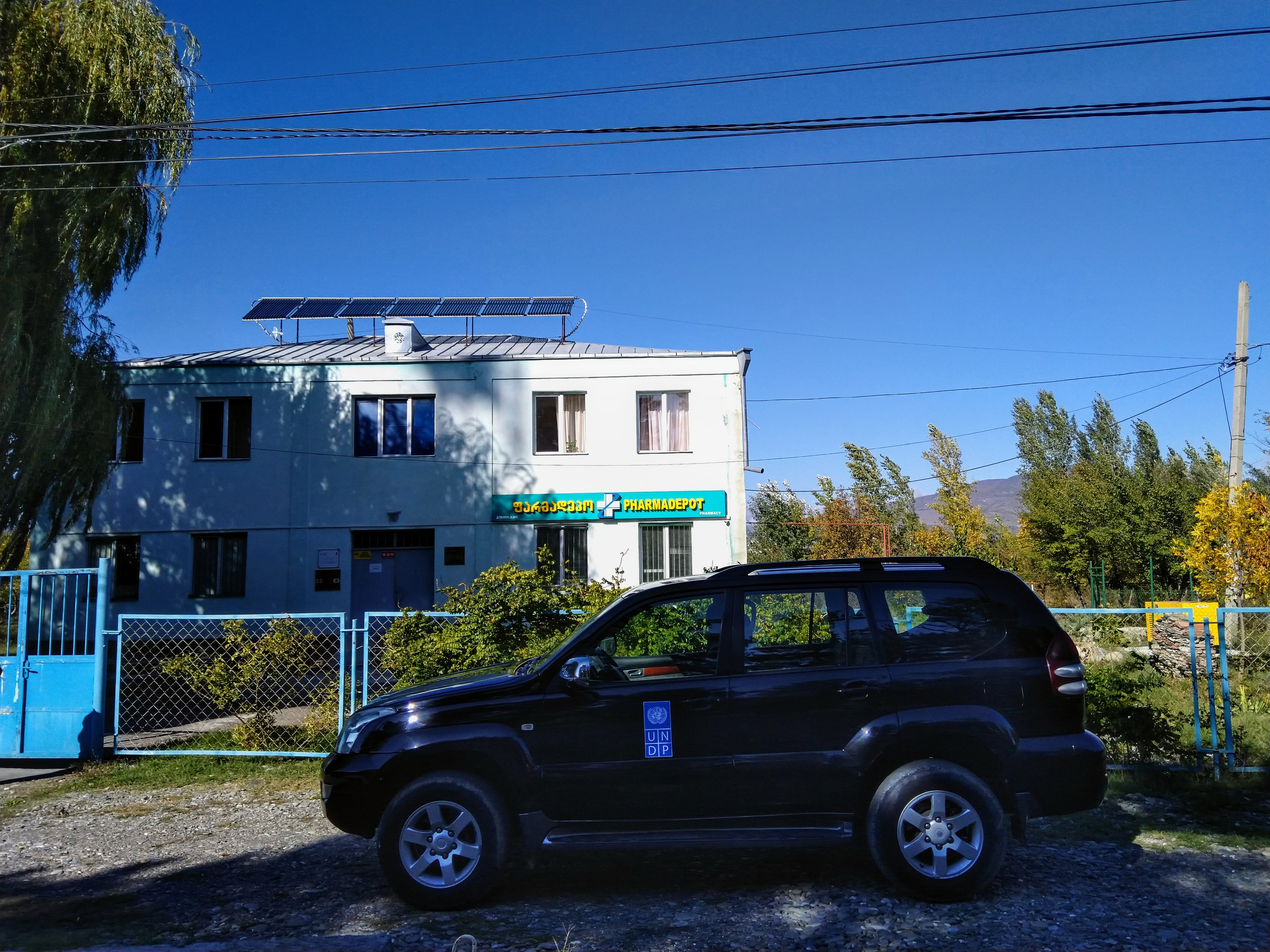
Polikliniek in Nikozi

Zemo Nikozi ligt direct naast de feitelijke grens met de afscheidingsrepubliek Zuid-Ossetië en merkt daar de gevolgen van. Het dorp was in aanloop naar en gedurende de Russisch-Georgische Oorlog in 2008 een mikpunt van Zuid-Osseetse beschietingen op burgerdoelen. Het dorp lag op 8 augustus 2008 op een van de invalsroutes van de Georgische troepen naar de Zuid-Osseetse hoofdstad Tschinvali.
Het historische bisschoppelijk paleis raakte tijdens de oorlog zwaar beschadigd. Het onderging een restauratieprogramma vanuit de Raad van Europa gericht op het herstel van cultureel erfgoed en de sociaal-economische perspectieven van de lokale gemeenschap.
Na de oorlog kregen de dorpelingen te maken met het door Russische en Zuid-Osseetse troepen afsluiten van de grens vlak langs het dorp door onder meer hekken en prikkeldraad. Het was in 2010 samen met Choervaleti een van de eerste plekken langs de grens waar dit gebeurde. Door het handhaven van een eenzijdige en door Georgië niet erkende "staatsgrens" worden geregeld bewoners gearresteerd die zich in de buurt van de grens bevinden door Russisch (gecontroleerde) troepen.
Ter ondersteuning van de lokale noden, werd met internationale steun tussen Zemo en Kvemo Nikozi een polikliniek ingericht. Het ziekenhuis in Tschinvali was onbereikbaar geworden en Gori te ver weg voor eenvoudige diagnostiek en eerste hulp. De polikliniek is door de jaren heen door buitenlandse sponsoren voorzien van extra diagnostische apparatuur en een mini-laboratorium.

## Demografie
Volgens de volkstelling van 2014 had Zemo Nikozi 643 inwoners. Hiervan waren 624 Georgisch (97,0%) en 14 Ossetisch (2,2%).
Zemo Nikozi kende al vóór de vorming van de Zuid-Ossetische Autonome Oblast in 1922 een geheel etnisch Georgische bevolking, en bleef onder gezamenlijke druk van enkele tientallen dorpen buiten de Oblast.
| Bevolking van Zemo Nikozi                                          | Bevolking van Zemo Nikozi | Bevolking van Zemo Nikozi | Bevolking van Zemo Nikozi | Bevolking van Zemo Nikozi | Bevolking van Zemo Nikozi | Bevolking van Zemo Nikozi | Bevolking van Zemo Nikozi | Bevolking van Zemo Nikozi | Bevolking van Zemo Nikozi |
| Jaar                                                               | 1917                      | 1923                      | 1989                      | 2002                      | 2014                      |                           |                           |                           |                           |
| ------------------------------------------------------------------ | ------------------------- | ------------------------- | ------------------------- | ------------------------- | ------------------------- | ------------------------- | ------------------------- | ------------------------- | ------------------------- |
| Aantal                                                             | 692                       | 717                       | 1.074                     | 1.053                     | 643                       |                           |                           |                           |                           |
|                                                                    |                           |                           |                           |                           |                           |                           |                           |                           |                           |
| Georgiërs                                                          | 692                       | 714                       |                           |                           | 624                       |                           |                           |                           |                           |
| Osseten                                                            | 0                         | 3                         |                           |                           | 14                        |                           |                           |                           |                           |
| Verantwoording data: 1917, 1923, 1989, volkstellingen 2002 en 2014 |                           |                           |                           |                           |                           |                           |                           |                           |                           |

## Bestuurlijke indeling
Zemo Nikozi is het grootste dorp binnen de administratieve gemeenschap (თემი, temi) Nikozi, waar ook Kvemo Nikozi en Zemo Chviti toe behoren.

## Vervoer
Het dorp is het eindpunt van de Georgische nationale route Sh24 die vanuit Gori de dorpen langs de Grote Liachvi ontsluit.
De spoorlijn Gori - Tschinvali was sinds de burgeroorlog in de jaren 1990 slechts in gebruik tot de halte Nikozi, net buiten de dorpen Zemo en Kvemo Nikozi, het laatste station vóór Tschinvali en de Zuid-Osseetse grens. Sinds de openbaar vervoersstop tijdens de coronapandemie is de lijn buiten gebruik gebleven.